# Aachener Straße 236 (Mönchengladbach)

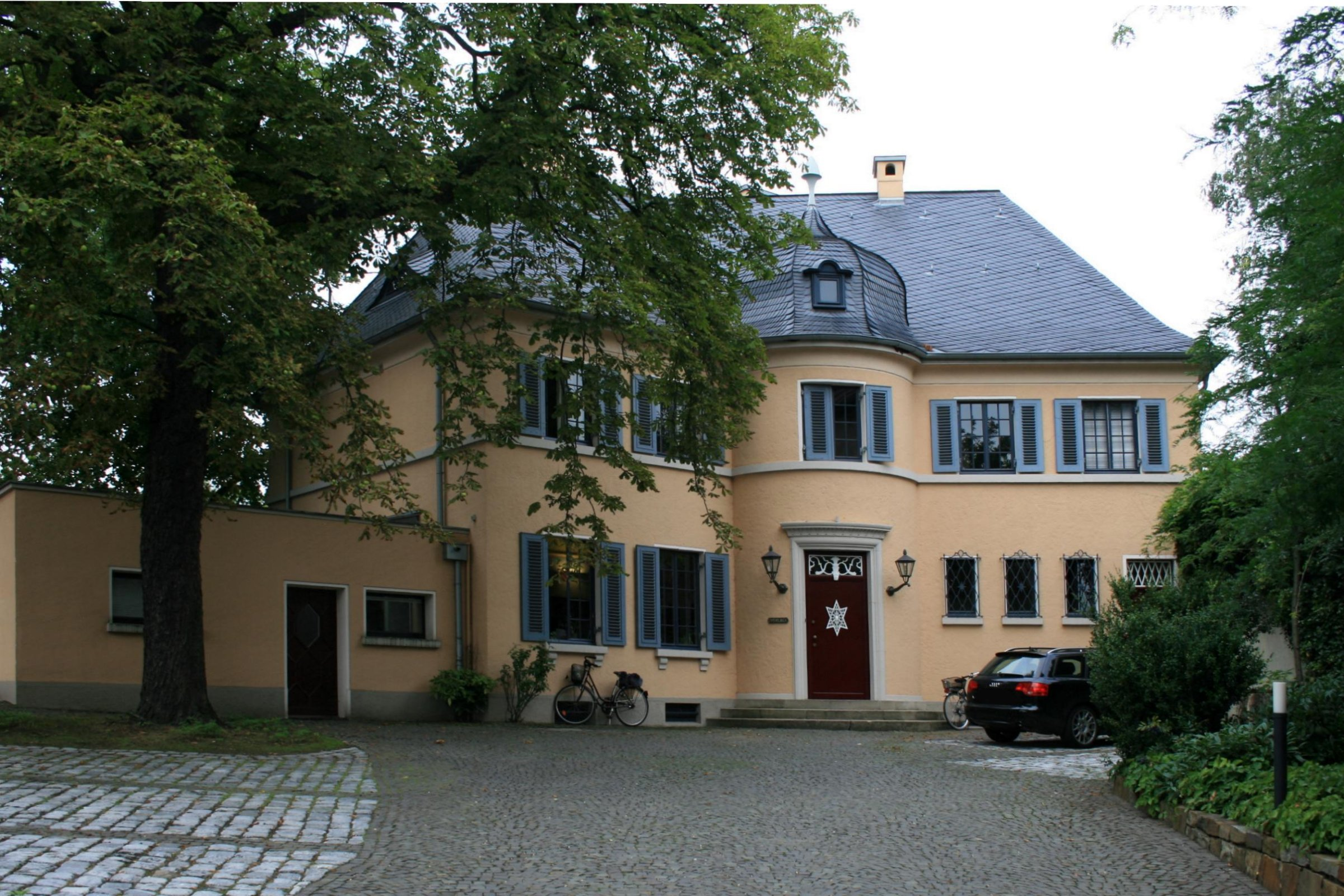
Wohnhaus (2011)

Das Wohnhaus Aachener Straße 236 steht in der Stadt Mönchengladbach in Nordrhein-Westfalen im Stadtteil Holt. Es wurde 1926 erbaut. Das Gebäude ist unter Nr. A 025 am 17. Mai 1989 in die Denkmalliste der Stadt Mönchengladbach eingetragen worden.

## Lage
Die Aachener Straße führt vom Abteiberg in der Innenstadt von Mönchengladbach nach Südwesten durch die Stadtteile Westend und Holt. Das Haus Nummer 236 liegt ganz im Nordosten des Stadtteils und ca. 20 Meter abseits der Straße nach Nordwesten.

## Architektur
Der zweigeschossige Bau hat einen additiv-verkompliziertem Grundriss. Als optisches „Gelenk“ der Fassade verbindet ein zylindrischer Baukörper, der die Haustür enthält, den querrechteckigen Haupttrakt mit einem unter einem Winkel von 45° rechts in ihn hineingeführten, gleich hohen in der Fassade gleich langen Baukörper. Dadurch winkelig abgeknickte, aus zwei gleich großen Schenkeln bestehende Fassade enthält im linken Trakt im Erdgeschoss zwei, im ersten Obergeschoss weitere zwei Fenster; der rechte Trakt enthält im Erdgeschoss drei kleine, im ersten Obergeschoss zwei, zur linken Hälfte der Fassade symmetrisch entsprechende Fenster.
Zwischen Erdgeschoss und ersten Obergeschoss befindet sich ein um die Seitenflächen des Gebäudes herumgeführtes Sohlbankgesims. Der turmartig-zylindrische Eingangskörper mit polygonal gebrochener Glockenhaube. An der fünfachsigen Rückseite (Gartenseite) des Hauptbaukörpers mittig eine dreiachsige, aus vier eckig gebrochenen Säulen mit Gebälk bestehende, oben als Balkon für das erste Obergeschoss dienende Loggia. Bis auf die beiden seitlichen Fenster des ersten Obergeschosses wurden alle Fenster der Rückfront zu „Französischen Fenstern“ (bis zum Boden herab geführte Fenster) erweitert. In der Rück- und den Seitenflächen des winkelig geführten Walmdaches je eine Fledermausgaube.